# Tim Siersleben
Tim Siersleben (* 9. března 2000) je německý profesionální fotbalista, který hraje na pozici středního obránce za klub 1. FC Heidenheim.

## Kariéra
Siersleben debutoval v dresu VfL Wolfsburg v Bundeslize 22. května 2021, když v 57. minutě nastoupil jako náhradník za Johna Brookse proti Mohuči.
Dne 1. července 2021 se Siersleben připojil k 1. FC Heidenheim na dvouleté hostování.

## Statistiky

### Klubové
Platí k zápasu hranému 17. května 2025.
| Klub                         | Sezóna            | Liga              | Liga   | Liga | Národní pohár | Národní pohár | Kontinentální | Kontinentální | Ostatní | Ostatní | Celkově | Celkově |
| Klub                         | Sezóna            | Soutěž            | Zápasy | Góly | Zápasy        | Góly          | Zápasy        | Góly          | Zápasy  | Góly    | Zápasy  | Góly    |
| ---------------------------- | ----------------- | ----------------- | ------ | ---- | ------------- | ------------- | ------------- | ------------- | ------- | ------- | ------- | ------- |
| VfL Wolfsburg II             | 2019/20           | Regionalliga Nord | 22     | 0    | —             | —             | —             | —             | —       | —       | 22      | 0       |
| VfL Wolfsburg II             | 2020/21           | Regionalliga Nord | 1      | 0    | —             | —             | —             | —             | —       | —       | 1       | 0       |
| VfL Wolfsburg II             | Celkově           | Celkově           | 23     | 0    | —             | —             | —             | —             | —       | —       | 23      | 0       |
| VfL Wolfsburg                | 2019/20           | Bundesliga        | 0      | 0    | 0             | 0             | 0             | 0             | —       | —       | 0       | 0       |
| VfL Wolfsburg                | 2020/21           | Bundesliga        | 1      | 0    | 0             | 0             | 0             | 0             | —       | —       | 1       | 0       |
| VfL Wolfsburg                | Celkově           | Celkově           | 1      | 0    | 0             | 0             | 0             | 0             | —       | —       | 1       | 0       |
| 1. FC Heidenheim (hostování) | 2021/22           | 2. Bundesliga     | 15     | 0    | 0             | 0             | —             | —             | —       | —       | 15      | 0       |
| 1. FC Heidenheim (hostování) | 2022/23           | 2. Bundesliga     | 28     | 1    | 2             | 0             | —             | —             | —       | —       | 30      | 1       |
| 1. FC Heidenheim (hostování) | Celkově           | Celkově           | 43     | 1    | 2             | 0             | —             | —             | —       | —       | 45      | 1       |
| 1. FC Heidenheim             | 2023/24           | Bundesliga        | 14     | 0    | 2             | 0             | —             | —             | —       | —       | 16      | 0       |
| 1. FC Heidenheim             | 2024/25           | Bundesliga        | 16     | 0    | 2             | 0             | 9             | 1             | —       | —       | 27      | 1       |
| 1. FC Heidenheim             | Celkově           | Celkově           | 30     | 0    | 4             | 0             | 9             | 1             | —       | —       | 43      | 1       |
| Celkově v kariéře            | Celkově v kariéře | Celkově v kariéře | 97     | 1    | 6             | 0             | 9             | 1             | 0       | 0       | 112     | 2       |

## Osobní život
Siersleben je synem bývalého fotbalisty a manažera Franka Sierslebena.